# (1045) Michela
(1045) Michela – planetoida z pasa głównego asteroid okrążająca Słońce w ciągu 3 lat i 228 dni w średniej odległości 2,36 au. Została odkryta 19 listopada 1924 roku w Obserwatorium Yerkes w Williams Bay przez George’a Van Biesbroecka. Nazwa planetoidy pochodzi od imienia córki odkrywcy. Przed jej nadaniem planetoida nosiła oznaczenie tymczasowe (1045) 1924 TR.